# Алфредо Стреснер
Алфредо Стреснер Матиауда (шп. Alfredo Stroessner Matiauda; 3. новембар 1912 — 16. август 2006) је био парагвајски војни официр и председник Парагваја од 1954. до 1989. године.
Дана 5. фебруара 1989, само два дана након пуча, Стреснер је прогнан у Бразил, где је провео последњих 17 година свог живота. Умро је 16. августа 2006. у 11:20 ујутру у болници Санта Лузија у Бразилији од септичког шока услед компликација од упале плућа. Био је прекривен велом на строгој приватној церемонији и коначно сахрањен на гробљу Кампо да Есперанца.

## Биографија
Рођен је 3. новембра 1912. године, као син немачких емиграната из Баварске. Придружио се парагвајској војсци 1929, а 1931. године је постао поручник. Борио се у рату за Чако против Боливије од 1932. до 1935, после чега је даље напредовао у војној каријери. Године 1948, постао је најмлађи генерал у Јужној Америци. Противио се политици председника Федерика Чавеза, па га је срушио с власти у државном удару 1954. године.

### Председник
Убрзо након доласка на власт, прогласио је опсадно стање и ограничио уставне слободе. Био је заклети антикомуниста и сваку акцију је оправдавао као меру заштите од комунизма. За време његове владавине ниједна социјалистичка држава није имала амбасаду у Парагвају, а једини изузетак је била СФР Југославија. Иако је одређена опозиција била допуштена после 1962, партија Колорадо на челу са Стреснером задржала је потпуну контролу над државом. Избори су били толико намештани у користе партије Колорадо да опозиција није имала никаве реалне шансе да победе, а опозициони политичари су били подвргавани различитим видовима мучења. Даље, Стреснеров Парагвај је постао уточиште за одбегле нацисте, међу којима је био и Јозеф Менгеле, а некомунистичка опозиција је била разбијена. Због Стреснерове склоности према нацизму и пружању уточиста одбеглим нацистима, страна штампа је често његову владу називала „нацистичким режимом за сиротињу”.
Године 1965, подупро је инвазију Доминиканске Републике од стране САД и понудио слање својих трупа у Вијетнам.
Током његове владавине, парагвајска економија је имала највећи раст у Латинској Америци и то углавном на пољу индустрије. Незапосленост је и у најбољим годинама достизала до 40%, просечна животна доб прелазила је једва 50 година, пола становништва било је неписмено, а око 10% новорођенчади не би доживело четврту годину живота.
Иако су државне структуре за време Стреснерове владавине биле веома стабилне, он и његова влада одговорни су за мучења, отмице и корупцију. Тела мучених су након смрти била бацана у реке Чако и Рио Парагвај. Године 1959, домородачко племе Аче се предало, након чега је у потпуности масакрирано. Уједињене нације су 1974. године оптужиле Стреснерову владу за ропство и геноцид. Секретар Комунистичке партије Парагваја Мигел Солер био је мучен и убијен, наводно рашчетворен моторном тестером док је Стреснер све то слушао преко телефона.

### Операција Кондор
Парагвај је био водећи учесник у операцији Кондор, кампањи државнog терорa и безбедносних операција које су званично спроведене 1975. године, које су заједно водиле војне диктатуре шест јужноамеричких земаља (Чиле, Аргентина, Боливија, Парагвај, Уругвај и Бразил) уз подршку Сједињених Држава. Кршења људских права карактеристична за оне у другим јужноамеричким земљама, као што су отмице, мучење, присилни нестанци и вансудска убиства била су рутинска и систематска током Стреснеровог режима. Након погубљења, многа тела оних које је убио режим бачена су у Чако или Рио Парагвај. Откриће „Архива терора“ 1992. године у предграђу Ламбаре у Асунсиону потврдило је наводе о раширеним кршењима људских права.
Пастор Коронел је био шеф истражног одељења или тајне полиције. Он би интервјуисао људе у пилети, кади од људске повраћања и измета, или би им забили електричне сточне палице у ректум. Године 1975, секретар Комунистичке партије Парагваја, Мигел Анђел Солер, био је жив раскомадан моторном тестером док је Стреснер слушао телефоном. Крици измучених дисидената често су снимани и пуштани преко телефона члановима породице, а понекад је крвава одећа убијених слана њиховим кућама.
Под Стреснером, почињена су огромна кршења људских права над популацијом Индијанаца Аче у источним областима Парагваја, углавном као резултат тога што су америчке и европске корпорације желеле приступ шумама, рудницима и пашњацима земље. Индијанци Аче живели су на земљи која је била прижељкивана и одупирали су се покушајима пресељења парагвајске војске. Влада је узвратила масакрима и приморала многе Аче у ропство. УН су 1974. оптужиле Парагвај за ропство и геноцид. Само неколико стотина Ача је остало у животу до касних 1970-их. Стреснеров режим је финансирао овај геноцид уз помоћ САД.

### Пад с власти
У Парагвају је дуг низ година постојао организовани отпор Стреснерову режиму, али су дисиденти посебно ојачали након посете Јована Павла II Парагвају 1988. године. Дана 3. фебруара 1989, убрзо након што је по девети пут изабран за председника, с власти га је у државном удару срушио генерал Андрес Родригез. Стреснер је након удара побегао у Бразил, где је живео у егзилу наредних 17 и по година. Умро је 16. августа 2006. године од срчаног удара. Парагвајска влада одбила је указивање било какве почасти преминулом диктатору.